# Санга
Санга (пали: saṅgha; санскрт: संघ saṃgha - сабор, заједница) је будистичка монашка заједница. Сматра се трећим од "три драгуља" будизма, поред Буде и дарме.
На конвенционалном нивоу, израз сангха означава заједнице будистичких монаха и монахиња; на узвишеном (арија) нивоу, означава оне Будине следбенике који су достигли бар фазу „уласка у ток“ (сотапанна). У новије време, нарочито на Западу, термин „сангха“ је широко прихваћен у ширем значењу „заједнице свих који иду будистичким путем“.

## Етимологија
Реч сангха значи скупштина или сабор и тај термин је у Будино време коришћен за скупштине, на којима су ондашњи племенски савези разматрали своје послове. Појам сангха се доводи у везу са племенском скупштином коју Буда описује на почетку Маха-паринибана суте: „Док год се Вађијани буду окупљали овако често и све док учестали буду састанци њиховог клана, може се очекивати да неће назадовати, већ ће напредовати." Читаво казивање се потом понавља односећи се на будистичку сангху.
Сами будисти су своју заједницу називали „Бхику-сангха“, док су их припадници других заједница најпре називали Сакја-путија-саманама, односно Сакја луталицама. Термин самана је у древној Индији био у општој употреби, а истицао је разлику између брамана и лутајућих аскета.

## Настанак
Чланови сангхе су постајали они који прихватају дхаму, напусте породични живот и постану лутајући просјаци (бхикуи). Бхику је био познат и као пабађака, онај ко је отишао (види: отшелник). Прелазак са луталачког живота на уређене монашке заједнице изгледа је био повезан са праксом заједничког окупљања луталица током три месеца монсунских киша (од јула до септембра) у јавним склоништима.

## Правила
Припаднику сангхе било је допуштено поседовање тек најпотребнијих личних предмета: одоре и зделе за милодаре (у коју је примао храну); то су била спољашња обележја његовог посвећеног верског живота, по којима се разликовао од обичних луталица; поред тога било му је допуштено да има и иглу (за крпљење одоре), бројанице (за медитацију), бријач за бријање главе, и филтер за цеђење питке воде, како би спасао животе свих ситних инсеката који могу да се задесе у њој. Ови предмети у начелу још увек представљају једину својину допуштену монасима у земљама тераваде, мада у пракси они могу да примају разне поклоне, које обично оправдава нека нарочита потреба (нпр. писаћа машина или наливперо монаху писцу), при чему се теоретски сматрају својином сангхе.
Правила и прописи у погледу природе и живота сангхе чине Винају, или дисциплину; та правила су прикупљена у традиционалном спису познатом као Винаја-питака. У раном раздобљу будизма правила монашког начина живота су била обједињена описом у „Дхама-винаји“ (Доктрини-дисциплини). До првих неслагања у оквиру сангхе дошло је око кршења монашке дисциплине, што је било повод за одржавање два будистичка сабора: њихов исход огледао се у одвајању махасангхика од стхавира у сангхи. Данас је у земљама тераваде сангха подељена у више школа (никаја).

## Обележја
Сангха је по структури демократска, са извесним ступњем ауторитета који се поверава главном монаху, или старешини манастира. У земљама где је краљ заштитник сангхе (Тајланд, Камбоџа, Лаос) дошло је до успостављања хијерархијске структуре националне сангхе, уз различите степене монаштва које удељује краљ.
Сангха има важну улогу у друштву будистичких земаља, која се заснива на узајамним односима између монаха и световњака. Први су чувари и преносиоци Будиног учења (дхаме) и учитељи световњака; други се, заузврат, старају о њиховим материјалним потребама снабдевајући их храном, одећом и подижући им манастирска здања.
У неким теравадинским земљама присутан је обичај да дечаци проведу неколико година у сангхи пре но што достигну пунолетство; они који то чине стичу већи углед од других, који не упражњавају ову праксу. Такво краткотрајно приступање сангхи често се предузима током три месеца Васе, кишног раздобља, или „будистичког Великог поста“.